# Iain Robertson
Iain Robertson (ur. 27 maja 1981 w Glasgow) – angielski aktor filmowy, teatralny i telewizyjny.

## Filmografia

### Filmy fabularne
- 1999: Plunkett i Macleane jako Rob
- 2006: Nagi instynkt 2 (Basic Instinct 2) jako Peter Ristedes
- 2007: Zamachowiec (The Contractor) jako Cramston

### Seriale TV
- 1996: Milczący świadek jako Lyndon
- 1999: Oliver Twist jako Woodcroft
- 2001: Kompania braci jako George Smith
- 2004: Ocean dusz jako Craig Stevenson
- 2014: Na sygnale jako PO Hutchinson
- 2014: Szpital Holby City jako Giuseppe Di Lucca
- 2015: Szpital Holby City jako Giuseppe Di Lucca
- 2017: Szpital Holby City jako Giuseppe Di Lucca